# Amos Serem
Amos Serem (28 de agosto de 2002) es un deportista de Kenia que compite en atletismo. Ganó una medalla de oro en el Campeonato Mundial de Atletismo Sub-20 de 2021, en la prueba de 3000 m obstáculos.